# Сахалинэнерго
ПАО «Сахалинэнерго» — российская региональная энергетическая компания, входит в группу РусГидро. Штаб-квартира компании расположена в городе Южно-Сахалинск. Обеспечивает энергоснабжение на территории Сахалинской области (без Курильских островов и севера Сахалина).

## Собственники и руководство
Основные владельцы компании на 17.10.2024 г.:
- АО «РАО ЭС Востока» — 82,29 %. В свою очередь, РАО ЭС Востока полностью принадлежит ПАО «РусГидро»
- АО «Сахалинская ГРЭС-2» — 7,68 %

Генеральный директор — Юров Александр Николаевич.

## Деятельность
Является основным гарантирующим поставщиком электрической энергии в Сахалинской области (в 13 муниципальных образованиях из 18, за исключением Курильских островов и некоторых районов в северной части Сахалина), также  осуществляет теплоснабжение. Является интегрированной компанией, занимающейся производством и распределением электроэнергии и тепла. Особенностью энергетики Сахалинской области является её обособленность от Единой энергетической системы России и соседних дальневосточных регионов.
По состоянию на начало 2024 года компания эксплуатирует электростанции общей электрической мощностью 579,91 МВт и общей тепловой мощностью 783,5 Гкал/ч. Генерирующие активы компании представлены следующими станциями:.
- Южно-Сахалинская ТЭЦ-1 — 455,24 МВт, 783,5 Гкал/ч;
- Сахалинская ГРЭС-2 — 120 МВт;
- Новиковская ДЭС — 4,67 МВт.

Выработка электроэнергии станциями ПАО «Сахалинэнерго» в 2023 году составила 2515,7 млн кВт·ч, отпуск тепловой энергии — 1382,5 тыс. Гкал.
Передача и распределение электроэнергии производится по линиям электропередачи напряжением 0,4-220 кВ общей длиной 7366 км (по цепям), используется 2192 трансформаторных подстанции общей мощностью 881,5 МВА, эксплуатируется 86,3 км тепловых сетей. 

## Структура
В состав ПАО «Сахалинэнерго» входят следующие филиалы и обособленные подразделения:
- Обособленное подразделение «Сахалинская ГРЭС»
- Обособленное подразделение «Южно-Сахалинская ТЭЦ-1»
- Обособленное подразделение «Тепловые сети»
- Филиал «Распределительные сети»

## История
Особенностью развития электроэнергетики Сахалинской области является принадлежность в 1905—1945 годах южной части Сахалина Японии. Развитие электроэнергетики на севере Сахалина было начато в 1931 году с началом строительства Охинских нефтяных промыслов, чье энергоснабжение обеспечивала дизельная электростанция мощностью 1,48 МВт. В 1946 году создается трест «Сахалинэлектросеть» (с которого и ведет свою историю «Сахалинэнерго»), ему передаётся в том числе энергетическое хозяйство, созданное на южном Сахалине японцами. На тот момент на Сахалине эксплуатировались 37 небольших электростанций и более 700 км линий электропередачи.
В 1961 году было начато строительство первой крупной электростанции на Сахалине — Сахалинской ГРЭС, стройка была объявлена Всесоюзной ударной комсомольской. Первый турбоагрегат был пущен 28 декабря 1965 года, одновременно введена в эксплуатацию первая на Сахалине линя электропередачи напряжением 220 кВ Сахалинская ГРЭС — Южно-Сахалинск. В 1972 году станция достигла проектной мощности в 315 МВт, в эксплуатацию были введены 6 турбоагрегатов, а также шесть котлоагрегатов. К началу 1990-х годов оборудование станции достигло высокой степени износа, начался процесс постепенного вывода из эксплуатации оборудования или его перемаркировки со снижением мощности, завершённый в конце 2019 года.
В 1969 году начинается строительство Южно-Сахалинской ТЭЦ-1. Первый турбоагрегат станции был введён в эксплуатацию в 1976 году, второй — в 1978 году. В 1980 году строительство первой очереди станции мощностью 115 МВт в составе двух турбоагрегатов и трёх котлов было завершено. Во вторую очередь предусматривалась установка двух турбоагрегатов и четырёх котлов. Строительство второй очереди было начато в 1981 году, в 1982 году был введен в строй котлоагрегат № 4, а в 1984 году турбоагрегат № 3 мощностью 110 МВт. В 1986 году, после пуска котлоагрегата № 5 строительство второй очереди было завершено (от монтажа еще одного турбоагрегата и двух котлов было решено отказаться). Установленная мощность Южно-Сахалинской ТЭЦ-1 достигла 225 МВт.
В 2011 году «Сахалинэнерго» вошло в состав группы «РусГидро».
В 2011—2013 годах все пять котлоагрегатов Южно-Сахалинской ТЭЦ-1 были переведены на сжигание природного газа, уголь оставлен в качестве резервного топлива. В 2011 году было начато строительство энергоблока № 5, завершённое летом 2012 года. Строительство энергоблока № 4 было начато в сентябре 2010 года и завершено в октябре 2013 года. С вводом в эксплуатацию газотурбинных блоков мощность станции увеличилась более чем на 200 МВт, что позволило создать необходимый резерв мощности в энергосистеме, вывести из эксплуатацию часть изношенного оборудования Сахалинской ГРЭС, повысить надежность энергоснабжения потребителей за счет высокой маневренности газотурбинных установок.
В 2015 году вводится в эксплуатацию первый объект возобновляемой энергетики Сахалина, ветроэлектростанция в с. Новиково. В 2016 году вблизи с. Ильинское Томаринского района было начато строительство Сахалинской ГРЭС-2 мощностью 120 МВт, основной задачей которой стало замещение выводимой из эксплуатации Сахалинской ГРЭС. В ноябре 2019 года строительство станции было завершено, после чего Сахалинская ГРЭС была выведена из эксплуатации. Также в 2019 году функции сбыта электроэнергии были переданы ПАО «Дальневосточная энергетическая компания».